# Opactwo Benedyktynów w Melku
Opactwo Benedyktynów w Melku – kompleks budynków opactwa zakonu benedyktynów, położony w Melku w Austrii. 

## Historia opactwa
Opactwo powstało w średniowieczu, na miejscu wcześniejszej fortyfikacji. Niewielką część tych budowli obronnych wkomponowano w zespół klasztorny, czego przykładem jest wieża Babenbergów. W XV w. tutejsi zakonnicy zainicjowali reformy w obrębie zakonu benedyktyńskiego, głosząc powrót do pierwotnej doktryny św. Benedykta i zyskując uznanie władz kościelnych, czego wyrazem było m.in. uznanie organizacji wspólnoty w Melku za wzorcową przez papieża Urbana VIII. Klasztor i kościół pw. św. Piotra i św. Pawła poddano gruntownej barokizacji i rozbudowie w XVIII w., w konsekwencji powstał jeden z największych barokowych zespołów sakralnych w Europie, uznawany za najpiękniejszy przykład baroku w Austrii. Inicjatorem tej rozbudowy był opat Berthold Dietmayr. 
Do głównych  obiektów klasztoru należą:
- kościół pw. św. Piotra i św. Pawła zbudowany na fundamentach średniowiecznego przez Jakoba Prandtauera, zdobiony freskami, autorem których jest Johann Michael Rottmayr. W kryptach świątyni są groby Babenbergów.
- biblioteka z freskami autorstwa Paula Trogera, gromadząca księgozbiór około 100 tysięcy ksiąg, w tym 1200 rękopisów średniowiecznych.
- muzeum sztuki i dziejów klasztoru.

## Konotacje kulturalne
Nowicjuszem klasztoru w Melku jest Adso z Melku – jeden z fikcyjnych bohaterów i zarazem narrator powieści  Umberta Eco Imię róży.